# Pirates of the Sea

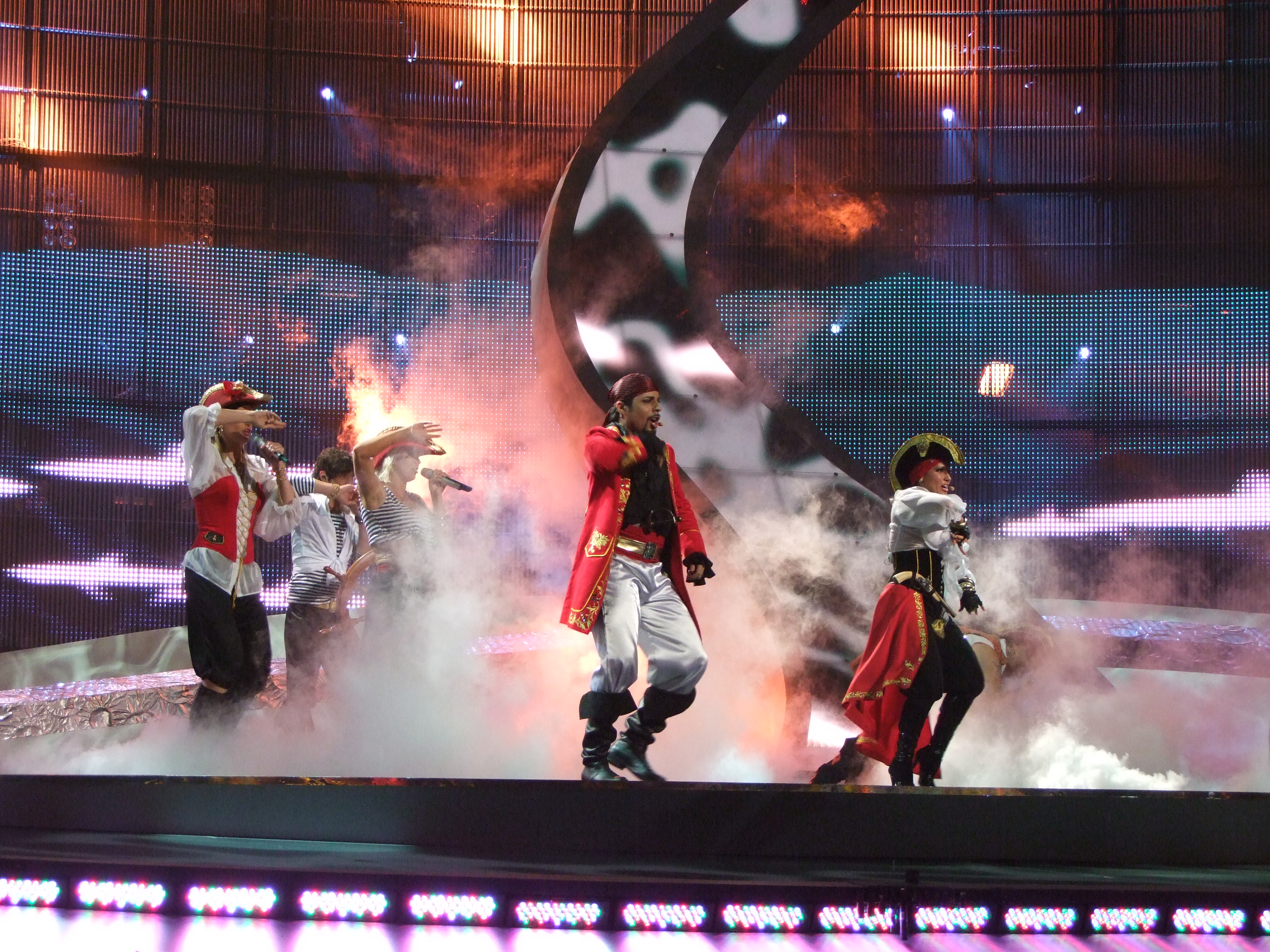
O grupo Piratas do Mar na segunda semifinal do Festival Eurovisão da Canção em Belgrado, Sérvia, 22 de maio de 2008.

Pirates of the Sea é um grupo de cantores letães. Os Pirates of the Sea foram os representantes da Letónia no Festival Eurovisão da Canção 2008.